# Акрами, Мэри
Мэри Акрами (перс. ماری اکرمی‎; род. XX век) — директор Центра развития навыков афганских женщин. Она представляла афганское гражданское общество на Боннской конференции 2001 года. В 2003 году Центр развития навыков афганских женщин открыл первый приют для женщин в Кабуле, Афганистан. Приют предоставлял юридические консультации, уроки грамотности, психологические консультации и обучение базовым навыкам женщинам, которые в них нуждаются. Акрами дежурила в приюте круглосуточно, под её руководством некоторые женщины публично осудили своих обидчиков и подали против них судебные иски, что раньше было практически невозможно. Она столкнулась с угрозами за свою работу.
В 2007 году она получила Международную женскую премию за отвагу и была названа в списке BBC 100 Women 2016 как одна из самых вдохновляющих и влиятельных женщин года.